# Tendosphaera verrucosa
Tendosphaera verrucosa is een pissebed uit de familie Tendosphaeridae. De wetenschappelijke naam van de soort is voor het eerst geldig gepubliceerd in 1930 door Karl Wilhelm Verhoeff.